# George Thompson (calciatore)
George Herbert Thompson (Maltby, 15 settembre 1926 – 7 marzo 2004) è stato un calciatore inglese, di ruolo portiere.

## Biografia
Il suo omonimo padre George e suo fratello minore Des sono a loro volta stati calciatori professionisti (peraltro entrambi portieri).

## Carriera
Dal 1947 al 1950 Thompson è portiere di riserva al Chesterfield, club della terza divisione inglese; fa quindi il suo esordio effettivo da professionista solamente nella stagione 1950-1951, all'età di 24 anni, con lo Scunthorpe Utd, altro club di terza divisione, con cui in due anni gioca in totale 92 partite di campionato.
Nel 1952 viene acquistato dal Preston N.E., club di prima divisione, che da subito lo schierano da titolare per sostituire l'appena ceduto Malcolm Newlands; nella sua prima stagione in squadra i Lilywhites si piazzano al secondo posto in classifica in campionato, mentre l'anno seguente perdono la finale di FA Cup, con Thompson che gioca regolarmente da titolare, collezionando 140 presenze in campionato in quattro stagioni di permanenza nel club del Lancashire. Il 14 febbraio 1953 Thompson è peraltro protagonista involontario dell'infortunio che termina la carriera di Derek Dooley, attaccante dello Sheffield Weds: Dooley, infatti, rincorrendo un lancio del compagno di squadra Albert Quixall si scontrò con Thompson rompendosi una gamba in modo rovinoso; in ospedale la gamba fu colpita da gangrena e, per salvare la vita di Dooley, venne amputata.
Nell'estate del 1956 Thompson viene ceduto al Manchester City, altro club di prima divisione, di cui nella stagione 1956-1957 è il portiere di riserva, giocando 2 partite di campionato; dopo una sola stagione i Citizens lo cedono al Carlisle Utd, con cui il portiere trascorre la stagione 1957-1958 giocando da titolare in terza divisione, restando poi in squadra anche l'anno seguente, nel neonato campionato di Fourth Division, in cui milita poi fino al 1962 (anno in cui conquista una promozione in terza divisione), per un totale di 203 presenze in incontri di campionato con la maglia del Carlisle United. Si ritira infine nel 1963, all'età di 37 anni, dopo una stagione trascorsa giocando con i semiprofessionisti del Morecambe.
In carriera ha totalizzato complessivamente 437 presenze nei campionati della Football League.